# 알데바란 b
알데바란 b 또는 알데바란 Ab는 황소자리 방향으로 지구로부터 약 65광년 떨어져 있다고 추측되는 외계 행성이다. 이 행성의 모항성은 잘 알려져 있는 밝은 별 알데바란이다. 그러나 알데바란 b의 존재는 확실하게 검증되지 않았다. 알데바란 b의 존재가 확실하다면 b는 외계 행성이거나 갈색 왜성일 것이다.

## 같이 보기
- 포말하우트 b
- 폴룩스 b